# Associazione Sportiva Montecatini 1981-1982
Questa voce raccoglie le informazioni riguardanti l'Associazione Sportiva Montecatini nelle competizioni ufficiali della stagione 1981-1982.

## Rosa
| N. |                   | Ruolo | Calciatore            |
| -- | ----------------- | ----- | --------------------- |
|    | Italia (bandiera) | P     | Andrea Bertolucci     |
|    | Italia (bandiera) | D     | Marco Bertolucci      |
|    | Italia (bandiera) | A     | Giuseppe Biagi        |
|    | Italia (bandiera) |       | Borri                 |
|    | Italia (bandiera) | C     | Ferdinando Brunetti   |
|    | Italia (bandiera) | D     | Alessandro Cappellini |
|    | Italia (bandiera) | P     | Gabriello Carpita     |
|    | Italia (bandiera) | A     | Nicola Di Renzo       |
|    | Italia (bandiera) | D     | Luca Fiorini          |
|    | Italia (bandiera) | C     | Franco Frattali       |
|    | Italia (bandiera) | D     | Massimo Garfagnini    |
|    | Italia (bandiera) | D     | Stefano Giliberti     |
|    | Italia (bandiera) | C     | Lorenzo Mattolini     |
|    | Italia (bandiera) |       | Mazzotta              |
|    | Italia (bandiera) | C     | Stefano Meucci        |

| N. |                   | Ruolo | Calciatore           |
| -- | ----------------- | ----- | -------------------- |
|    | Italia (bandiera) |       | Morelli              |
|    | Italia (bandiera) | A     | Rinaldo Nanni        |
|    | Italia (bandiera) | C     | Giuliano Niccolai    |
|    | Italia (bandiera) | D     | Enzo Orsucci         |
|    | Italia (bandiera) | C     | Fabrizio Passalacqua |
|    | Italia (bandiera) | D     | Fabrizio Rapalini    |
|    | Italia (bandiera) |       | Severi               |
|    | Italia (bandiera) | A     | Gabriele Sgroi       |
|    | Italia (bandiera) | D     | Paolo Sorini         |
|    | Italia (bandiera) | C     | Fabrizio Tozzini     |
|    | Italia (bandiera) | D     | Fabio Vallini        |
|    | Italia (bandiera) | C     | Francesco Vettori    |
|    | Italia (bandiera) |       | Zei                  |
|    | Italia (bandiera) | D     | Pierpaolo Zoppi      |